# NGC 227
NGC 227 é uma galáxia elíptica (E-S0) localizada na direcção da constelação de Cetus. Possui uma declinação de -01° 31' 41" e uma ascensão recta de 0 horas, 42 minutos e 36,6 segundos.
A galáxia NGC 227 foi descoberta em 1 de Outubro de 1785 por William Herschel.